# كلاوس لودفيغ
كلاوس لودفيغ (بالألمانية: Klaus Ludwig)‏ هو سائق سيارة سباق ألماني، ولد في 5 أكتوبر 1949 في بون في ألمانيا.

## وصلات خارجية
- كلاوس لودفيغ على موقع DriverDB.com (الإنجليزية)